# Marco Servilio Noniano
Marco Servilio Noniano (... – 59) è stato un politico romano.
Console nel 35 d.C. e proconsole d'Africa nel 47 circa, Servilio Noniano ebbe fama per il successo delle sue Recitationes (si raccontava che Claudio, prima di divenire imperatore, sarebbe stato attirato tra il pubblico da un enorme applauso). La sua opera storica, che iniziava forse con il 14 d.C., fu probabilmente utilizzata da Tacito negli Annales.

## Vita
Noniano discendeva da Gaio Servilio Gemino, il pretore che aveva rinunciato al suo status di patrizio.
| Controllo di autorità | VIAF (EN) 54537352 · ISNI (EN) 0000 0000 0368 543X · CERL cnp00285788 · GND (DE) 102405832 |